# 喬鳳
喬鳳（1439年—1481年），字廷儀，山西太原府平定州樂平縣人，明朝政治人物。進士出身。

## 生平
景泰丙子科（1456年）山西鄉試第七名。天順元年（1457年）丁丑科會試第一百八十七名，殿試登進士第三甲第五十五名。观政兵部。庚辰，授武选主事，勤慎举职。成化二年丙戌（1466年），迁员外郎。未几，丁王淑人忧。五年己丑，服阕还官。八年壬辰，进郎中。九年癸巳，丁侍郎公忧。十二年丙申，服阕，改职方。十六年庚子，奉使广西，时边报颇数，公重违曹署，驰传冒暑雨，晨夕倍道，不三月而还。居一年，成化十七年辛丑七月十二日，卒于京师。年四十三。

## 家族
曾祖父喬彬魯。祖父喬鑑，贈右給事中。父亲喬毅，曾任刑科都給事中，累官工部右侍郎。母王氏，赠淑人。娶路氏，封宜人。